# Гур'євська каша
Гу́р'євська ка́ша (рос. гурьевская каша) — каша на основі манних круп або рису, перешарована молочними пінками, горіхами і солодощами. Авторська страва, винайдення якої приписують графу Д. О. Гур'єву або його особистому кухарю Захарові Кузьміну (Аксьонову). Вважається традиційним наїдком російської кухні, хоча у XXI столітті залишається маловживаною. За межами Росії не відома.
Хоча гур'євська каша є авторським винаходом, в її рецептурі багато схожого з раніше винайденими стравами. Зокрема, основа готується майже так само як манна каша, рисовий варіант дуже схожий на турецький різновид рисового пудингу — сютлач. Ще більше подібності у гур'євської каші з манно-фруктовим німецьким десертом бубертом. Запечена карамелізована скоринка є запозиченням з французької кухні, де схожий прийом використовують при приготуванні крем-брюле.

## Історія

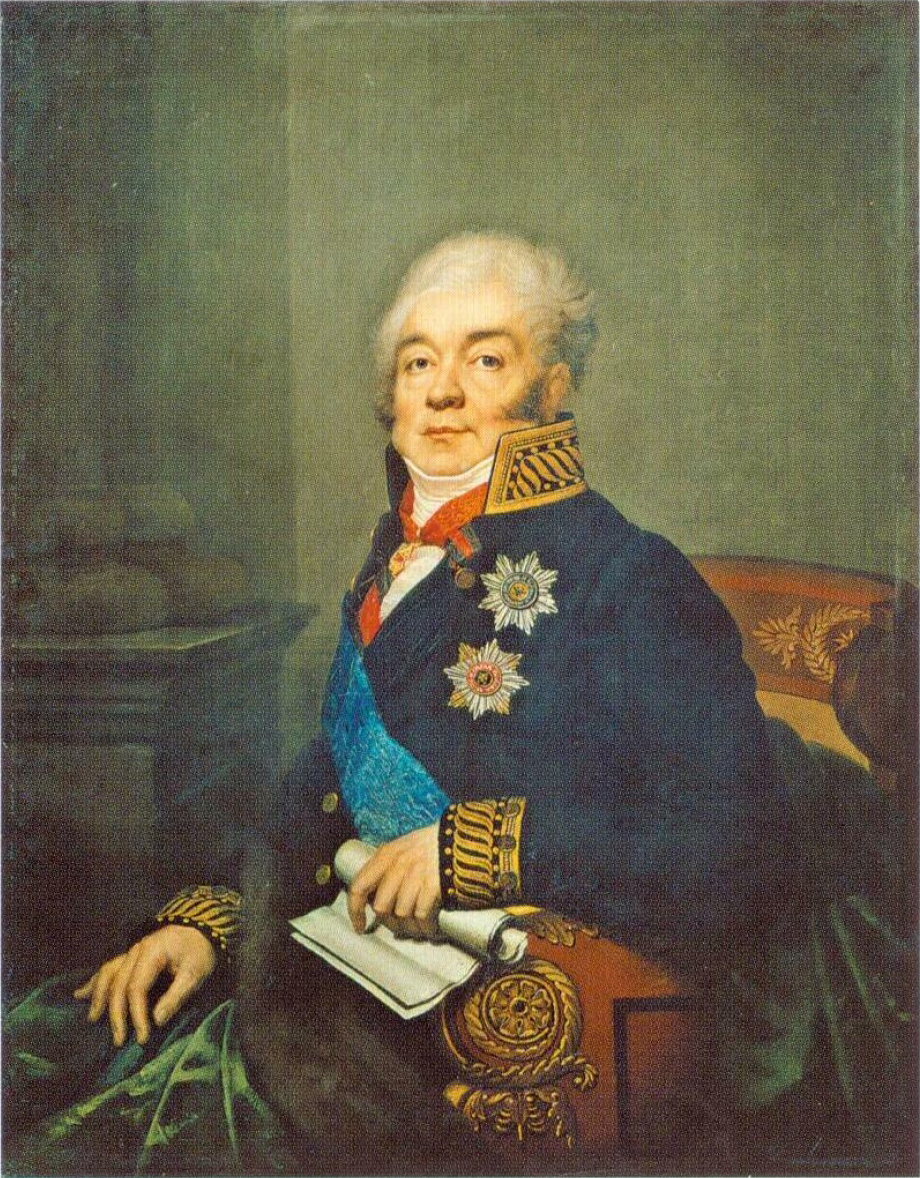
Найбільш імовірний винахідник страви граф Д. О. Гур'єв (портрет роботи Яноша Ромбауера, 1818).

В порівнянні з іншими російськими стравами, чиє коріння здебільшого походить з часів середньовіччя, гур'євська каша виникла відносно пізно — до XIX століття її рецепт був невідомий, в кулінарію вона увійшла між 1802 і 1822 роками. На думку історика російської кухні Павла Сюткіна, час її винайдення може припадати навіть на останні роки XVIII століття.
На відміну від більшості страв російської кухні, що виникли на основі народної кулінарної традиції, гур'євська каша є суто авторським винаходом. Своєю появою вона зобов'язана російському міністрові фінансів, члену Державної Ради графу Д. О. Гур'єву. За найпоширенішою версією, Гур'єв сам вигадав рецепт її приготування. За менш відомою версією князя А. Л. Голіцина, Гур'єв скуштував цю страву в гостях у відставного майора Оренбурзького драгунського полку Петра Юрасовського. Каша настільки сподобалась гостеві, що коли він дізнався, що для майора її готує кріпосний Захар Кузьмін (Аксьонов), то викупив останнього разом із його сім'єю. Надалі Захар став штатним кухарем графа. Попри поширеність цієї версії в середовищі російських гастрономів, Павло Сюткін вважає її недостовірною.

Так чи інакше, але подальше розповсюдження цієї страви пов'язують саме з ім'ям її першого і найбільшого шанувальника Д. О. Гур'єва. Показово, що хоча авторство графа (або причетність до нього) знайшло відбиток у назві страви, однак сама особа Гур'єва швидко відійшла на задній план. Наприклад, відомий знавець російської столиці В. О. Гіляровський у своєму творі «Москва і москвичі» писав:
|  | Петербурзьке панство на чолі з великими князями спеціально приїздило з Петербурга з'їсти тестовське порося, раковий суп з розтягаями і прославлену гур'євську кашу, котра, до речі, нічого спільного з Гур'їнським шинком не мала, а була придумана якимсь міфічним Гур'євим. |

 Цей опис московської системи харчування кінця XIX століття доводить, що гур'євська каша була загальновідомим та, водночас, привілейованим наїдком, який споживали люди середнього і високого достатку. Вже у 1867 році на Всесвітній виставці в Парижі її подавали разом із кулеб'якою, борщем і пожарськими котлетами як взірцеву страву російської кухні.
За часів СРСР гур'євська каша офіційно увійшла до радянської кухні, про що свідчить її включення до рецептурної частини «Книги про смачну і здорову їжу» (1952). Це був один з небагатьох винятків, оскільки зазвичай радянська ідеологія активно боролася з «буржуазними пережитками» і витісняла з харчових традицій страви, колись популярні у дворянському і купецькому середовищі. Разом з тим, рецепт гур'євської каші зазнав деякого спрощення: мед замінили цукром, а заспиртовані цукати — консервованими фруктами. Втім, загальний розвиток системи харчування в СРСР, а потім і в Росії, йшов у напрямку спрощення смакових композицій, здешевлення продуктового набору, зменшення витрат часу. Як наслідок, гур'євська каша, що потребувала більших затрат праці, ніж інші круп'яні страви, поступово була витіснена з повсякденного ужитку. У XXI столітті вона залишається маловідомою спадщиною російської кулінарії, а за межами цієї країни практично невідома.

## Складники
Гур'євську кашу варять на молоці зазвичай з манних крупів, рідше — з рису. Як виняток, її можна приготувати навіть з добре розвареної гречки дрібного помелу (так званої смоленської крупи), однак така каша виходить грубішою на смак, тому не набула популярності. До крупів традиційно додають сирі яйця і вершкове масло. В давніх рецептах для отримання пінок рекомендують використовувати густі жирні вершки. Проте, вже наприкінці XIX століття у книгах провідних російських кулінарок Катерини Авдєєвої та Пелагеї Олександрової-Ігнатьєвої яйця в рецептурі не зазначались, а радянський спрощений варіант припускав приготування каші без вершків лише з яйцем і маслом.
Обов'язкові додатки до круп'яної основи — горіхи і солодощі. Видовий склад горіхів не регламентований, тобто можна використовувати будь-які їхні різновиди за смаком. Та оскільки страва походить із дворянського середовища, то класичною начинкою для неї вважають дорогі сорти — мигдаль і фундук. У книзі Авдєєвої нарівні зі «звичайними» горіхами (тобто ліщиновими) зазначались також волоські, радила їх використовувати й Олександрова-Ігнатьєва.
Солодощі для гур'євської каші можуть бути сухими або рідкими, причому традиційно вживають обидві ці форми. З сухих солодощів поширені сухофрукти і цукати, вимочені в апельсиновій настоянці, з рідких — мед або варення. У пізніших варіантах їх заміняє цукор чи будь-який солодкий соус. З прянощів до гур'євської каші традиційно додають ваніль (ванілін), корицю, бодян. В ресторанному меню існують осучаснені варіанти рецептури, що з'явились під впливом екзотичних азійських кухонь, в них використовують нетрадиційні прянощі, такі як імбир. Серед необов'язкових складників гур'євської каші слід зазначити сухарі, якими іноді присипали її поверхню задля утворення апетитної рум'яної скоринки.

## Приготування
На відміну від інших каш ця страва належить до помірно складних і таких, що потребують багато часу на приготування. Перед початком варіння гур'євської каші заздалегідь готують начинку. Цукати замочують в ароматичній настоянці з не надто пряним запахом (він повинен гармоніювати з нейтральною молочною основою, а не перебивати її). Якщо використовують сухофрукти, то їх спочатку промивають у воді, а потім замочують або у воді, або в настоянці. Горіхи обов'язково ошпарюють, підсмажують і звільняють від зовнішньої плівки, щоби вона не надавала готовій каші гіркуватого присмаку і темного кольору. Волоські горіхи подрібнюють, мигдаль ріжуть на тонкі пластівці. Якщо використовують гіркий мигдаль, то його додають у молоко цілим, а потім виймають, оскільки цей різновид слугує лише для ароматизації страви.
Класичну гур'євську кашу готують із використанням молочних пінок (або некислого різновиду каймаку), які отримують шляхом томління молока чи вершків у духовці (раніше для цього користувались руською піччю). Пінки треба знімати, коли вони набудуть ледь червонуватого, але не коричневого відтінку. Зняті пінки складають окремо і перед використанням подрібнюють. Одночасно на молоці варять манну або рисову кашу середньої густини, наприкінці варіння її трохи підсоложують. Для загущення і надання страві ніжної пухкої консистенції в неї додають вершки, збиті сирі яйця і трохи вершкового масла. Ці інгредієнти швидко перемішують, щоб запобігти зсіданню яєчного білка. Отриману основу викладають у ємність для запікання, змащену вершковим маслом, при цьому перешаровують її подрібненими молочними пінками, горіхами, цукатами (фруктами, варенням) у такому співвідношенні, щоби солодощі урівноважували нейтральний смак круп'яної основи. Якщо гур'євська каша призначена для заморожування, то її складові просто перемішують між собою.
Для запікання гур'євської каші придатні такі ємності як каструля, місткий неглибокий горщик, товстостінна миска, але найкращим посудом традиційно вважають сковорідку. Зверху кашу злегка змащують медом або присипають цукром і цукатами для карамелізації, для отримання рум'яної скоринки цю кашу можна також присипати тонким шаром сухарів. Запікають до рум'яного кольору приблизно півгодини. Пелагея Олександрова-Ігнатьєва, що уславилась як практикуюча викладачка кулінарного мистецтва, радила не посипати гур'євську кашу цукром перед запіканням, а колерувати її безпосередньо перед подаванням. Для цього на поверхню каші треба насипати цукор, а потім швидко прогріти її саламандрою, за відсутністю цього начиння можна було скористатись розжареною праскою чи коцюбою. При готуванні замороженої гур'євської каші підготовлені продукти замість запікання викладають у шарлотницю або морозівницю, щільно зачиняють кришкою, обкладають льодом з сіллю і охолоджують близько двох годин.
Готова страва повинна мати смак манної або рисової каші з виразними нотками пряженого молока і молочної карамелі, якими вона зобов'язує молочним пінкам і запеченій скоринці. Смак солодощів не повинен бути надто сильним.

## Подавання
Гур'євська каша може бути подана гарячою, холодною або замороженою. Оскільки готова страва має досить густу консистенцію, при сервіруванні столу її, як правило, не перекладають у тарілки, а подають у тій посудині, в якій запікали. Наприклад, В. О. Гіляровський згадує, що в шинках її пропонували відвідувачам ресторанів у порційних сковорідках.
Завдяки солодкому смаку гур'євську кашу відносять до типових десертів, які грають роль самостійної другої або третьої страви. В XIX столітті заморожену гур'євську кашу подавали в багатих домах замість морозива, гарнірували плодовим пюре або фруктовим соком. Певних обмежень щодо часу подачі (на сніданок, обід або вечерю) не існує. Універсальність гур'євської каші полягає і в тому, що вона однаково годиться і для повсякденного меню, і для святкових нагод. Через відносну трудомісткість приготування в XXI столітті вона частіше входить до меню ресторанів, ніж домашніх осель.
Завдяки ніжній консистенції й поживності гур'євська каша належить до легкозасвоюваних продуктів, рекомендованих у дієтичному харчуванні дітей, ослаблених хворих і людей з чутливим шлунком. Водночас, через високу калорійність її не варто вживати особам з надмірною вагою.

## Подібні страви
У Росії гур'євську кашу часто представляють як самобутню страву, що не має аналогів за своїми смаковими якостями. Тим не менш, цей наїдок має тісні генетичні зв'язки з іншими кулінарними винаходами. Аналіз схожих страв представлений у таблиці нижче.
| Назва      | Схожі риси                                                                                          | Відмінні риси                                                              | Фото |
| ---------- | --------------------------------------------------------------------------------------------------- | -------------------------------------------------------------------------- | ---- |
| Манна каша | Манні крупи варять на молоці з цукром, іноді додають сухофрукти, горіхи, прянощі.                   | Готують без загущувача (яйця, вершків) і молочних пінок.                   |      |
| Сютлач     | Рис варять на молоці або вершках з прянощами, іноді додають яйце, часто роблять підпечену скоринку. | Не додають молочні пінки і горіхи.                                         |      |
| Буберт     | Манну кашу варять на молоці або вершках з яйцем і цукром, перешаровують фруктовою начинкою.         | Не додають молочні пінки і горіхи, фруктова начинка рідка (кисіль, сік).   |      |
| Крем-брюле | Варять до загусання молоко (вершки), яйця і цукор, роблять карамелізовану скоринку.                 | Основа не містить круп (заварний крем), не додають молочні пінки і горіхи. |      |